# أميكو بيجنامي
كان أميكو بينجامي (15 أبريل 1862 - 8 سبتمبر 1929) طبيبًا إيطاليًا وأخصائي في علم الأمراض وعالم الملاريا ومتشككًا. كان أستاذ علم الأمراض في جامعة سابينزا في روما. كانت مساهمته العلمية الأكثر أهمية في اكتشاف انتقال طفيل الملاريا البشري في البعوض.
مع الباحث ايتور مارشيافافاوصف المرض العصبي، والذي يطلق عليه الآن اسم مرض مارشيافافا-بيجنامي.

## السيرة الذاتية
```
ولد أميكو بينجامي في 
بولونيا
 ليوجينيا وفرانشيسكو مازوني. حصل على شهادة الطب من جامعة روما (
جامعة سابينزا في روما
) عام 1887. تم تعيينه على الفور كمساعد لتوماسي كروديلي في معهد علم الأمراض العام، حيث عمل حتى عام 1891. في ذلك العام التحق بالمعهد علم التشريح المرضي تحت 
ايتور مارشيفافا
. في عام 1890، أصبح أستاذًا غير عادي في 
علم الأمراض
 في جامعة روما، وتمت ترقيته إلى أستاذ كامل في عام 1906. في عام 1917، أصبح أستاذًا للطب، وهو المنصب الذي شغله حتى تقاعده عام 1921. بالإضافة إلى عام 1896 كان يمارس الطب المساعد في المستشفى الموحدة في روما.
```

كان مهتمًا بشكل خاص بعلم أمراض الدماغ. اكتشف الطبيعة السريرية لـ إدمان الكحول، والمعروف الآن باسم مرض مارشيافاافا - بينامي. كما قام بعمل رائد في عزل "بكتيريا القولون" (الآن "الإشريكية القولونية " ")) في البشر. كما ساهم في دراسة ابيضاض الدم. توفي في روما عام 1929.

## علم الملاريا
```
نشر بيجنامي وزميله مارشيفافا دراسة من 169 صفحة بعنوان ``في حمى الصيف والخريف 
 في عام 1892، والتي تُرجمت إلى اللغة الإنجليزية في عام 1894.
[
6
]
```

كانوا أول من يميز أعراض «بلازموديوم فلاسبريوم»، العامل المسبب للملاريا الترتية، من الأشكال الحميدة. ووجدوا أن طفيليات الملاريا كانت كروية بطبيعتها (بدلاً من الخيطية، كما يعتقد عمومًا)، بشكل أساسي داخل الكريات الحلقية (بدلاً من العيش الحر)، وأن تحرير الأبواغ عند التجزئة (تمزق شيزونت) تسبب الحمى، وأن هناك أنواعًا مختلفة من طفيليات الملاريا (لكل منها خصائصه المختلفة، لا سيما دورية الحمى). وقد لاحظوا أن الملاريا الخبيثة لا تسببها إلا الأنواع الطفيلية التي تسبب الملاريا الخريفيّة. مع جوزيبي باستيانيللي، اكتشف أنه في مرضى الملاريا، كان «البلازموديوم» الصغير (الذي تم تنظيمه مبكرًا) هو الذي تسبب في الحمى، ولكن ليس أشكال الهلال القديمة (الخلايا المشيجية)، التي اكتشفها ألفونس لافيران. على وجه التحديد وجدوا أن أشكال الهلال ظهرت في الأسبوع الثاني من الحمى.
افترض بيجنامي في عام 1896 أن البعوض يمكن أن يكون [[ناقلات (علم الأوبئة] | ناقل]] المرض. ولإثبات ذلك، استولى على البعوض في المناطق التي ترتفع فيها نسبة الإصابة بالملاريا وجعله يعض الأشخاص الأصحاء. ولكن، مثل السير رونالد روس، جراح في الجيش البريطاني يعمل في الهند في نفس المهمة (بعد باتريك مانسون نظرية البعوض والملاريا)، فشل في العثور على أدلة مباشرة. في أغسطس 1897، اكتشف روس طفيليات ملاريا داخل البعوض، مما يشير إلى أن البعوض كان الناقل. في عام 1898، نجحت تجارب بيجنامي وجيوفاني باتيستا جراسي وأنطونيو ديونيسي وجوزيبي باستيانيللي. لم يتردد بيجنامي في أن يعض نفسه وأن يصاب بالمرض. قدم العلماء الثلاثة في 28 نوفمبر 1898 نتائج ملاحظاتهم إلى اكادمية dei Lincei.

## الإرث والتكريم
```
* في عام 1923، انتُخب بينجامي عضوًا في 
أكادمية  dei Lincei
.
* في عام 1926 منحته الأكاديمية جائزة سانتورو لدراساته حول الملاريا.
```

## الأعمال
```
تشمل أعمال بيجنامي الرئيسية «البحث في علم التشريح المرضي للخبيث» (1890)، «في حمى الملاريا الصيفية الذاتية» (1892) أو «في حمى الصيف والخريف» (1894)، «الملاريا والبعوض»(1899)، «عدوى الملاريا»(1902) ومع غراسي، «الدورة التطورية للهلال في Anopheles claviger»(1899).
```